# Scott Rolen

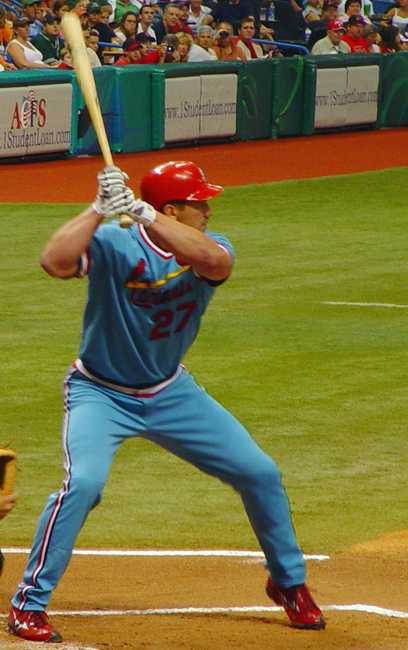
Scott Rolen au bâton pour les Cardinals de Saint-Louis.

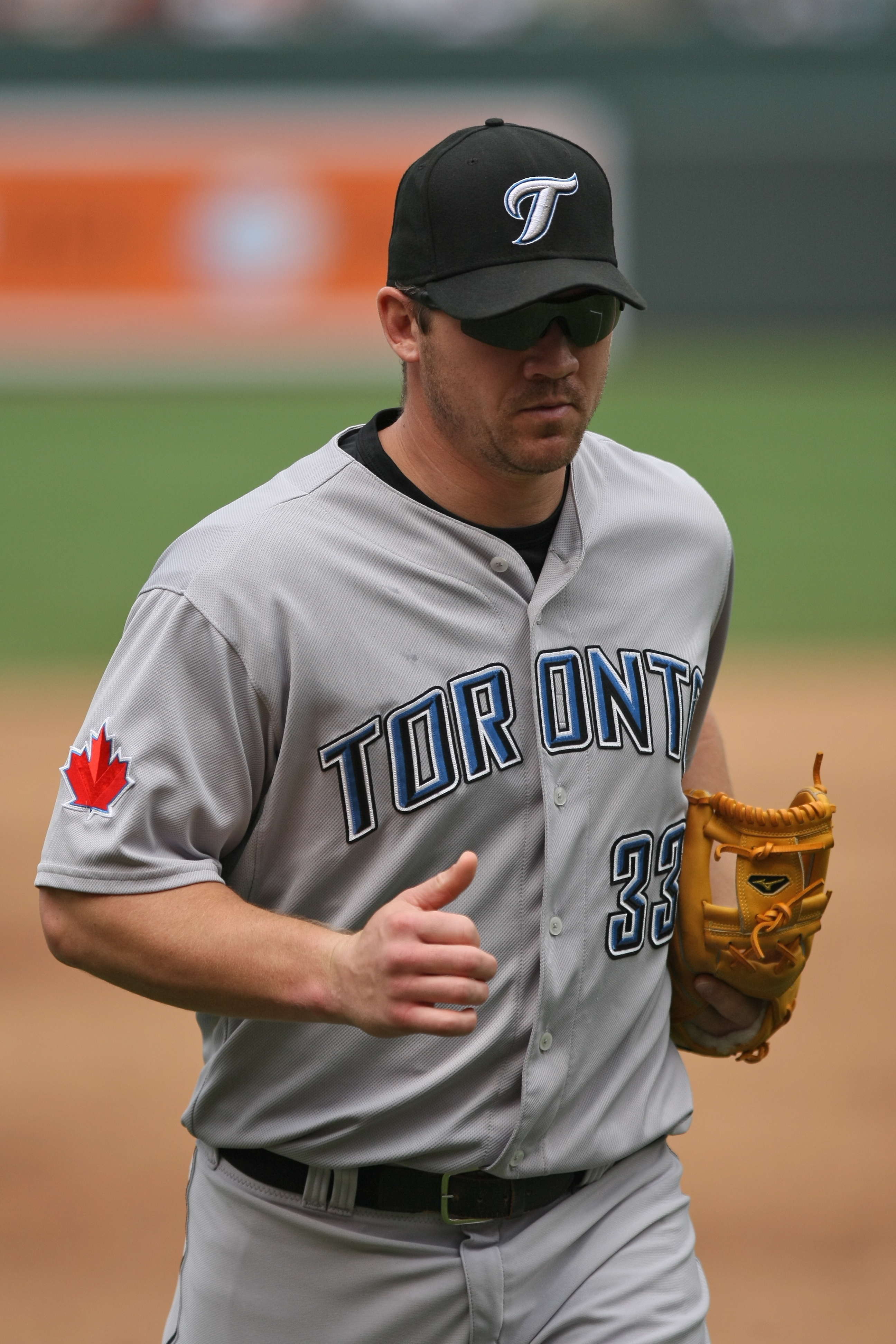
Scott Rolen en 2009 avec les Blue Jays de Toronto.

Scott Bruce Rolen, né le 4 avril 1975 à Evansville (Indiana) aux États-Unis, est un joueur de baseball évoluant en Ligues majeures depuis 1996. Il joue depuis 2009 pour les Reds de Cincinnati.
Élu recrue de l'année de la Ligue nationale en 1997, Scott Rolen a remporté huit Gants dorés pour son excellence en défensive au troisième but, un Bâton d'argent pour ses performances offensives, en plus d'avoir été invité à sept reprises au match des étoiles du baseball majeur. Il a fait partie de l'équipe des Cardinals de Saint-Louis championne de la Série mondiale 2006.

## Carrière

### Philadelphie
Scott Rolen est un choix de deuxième ronde des Phillies de Philadelphie en 1993.
Il fait ses débuts à Philadelphie en 1996 et est élu recrue de l'année dans la Ligue nationale à sa première saison complète en 1997. Il frappe 35 coups de circuits et produit 92 points tout en affichant une moyenne au bâton de, 283 cette année-là.
En 1998, il augmente sa production offensive à 31 circuits et 110 points produits. Son jeu en défensive lui permet de remporter un premier Gant doré, récompense qu'il a mérité à six autres reprises depuis.
Il cogne 26 circuits au cours des deux saisons suivantes et affiche en 2000 sa meilleure moyenne au bâton jusque-là (, 298).
Après une saison de 25 circuits et 107 points produits en 2001, Rolen est échangé aux Cardinals de Saint-Louis le 29 juillet 2002, à quelques jours de la date limite des transactions. Le lanceur Doug Nickle prend aussi le chemin de Saint-Louis, alors que les Cardinals cèdent aux Phillies les lanceurs Mike Timlin et Bud Smith et le joueur de deuxième but Plácido Polanco.

### Saint-Louis
Rolen termine la saison 2001 avec 31 circuits et 110 points produits. Il fait marquer 104 puis 124 points à ses deux premières années complètes chez les Cardinals, pour quatre saisons consécutives de 100 points produits ou plus.
Il gagne le Bâton d'argent pour son excellence en offensive au cours de la saison 2002.
Il s'illustre particulièrement en 2004 avec 34 longues balles et un record personnel de 124 points produits, aidant Saint-Louis à atteindre une première Série mondiale depuis 1987. Il prend la 4e place au scrutin du joueur de l'année dans la Ligue nationale (titre décerné à Barry Bonds).
Il est invité au match d'étoiles du baseball majeur chaque année de 2002 à 2006.
En 2006, après avoir connu des difficultés lors des deux premières rondes éliminatoires, il frappe 8 coups sûrs en 19 présences au bâton pour une moyenne de, 421 en Série mondiale, aidant les Cards à vaincre les Tigers de Detroit.

### Toronto
Le 14 janvier 2008, Scott Rolen est échangé des Cardinals aux Blue Jays de Toronto contre le joueur de troisième but Troy Glaus.

### Cincinnati
Le 31 juillet 2009, Scott Rolen est échangé des Blue Jays aux Reds de Cincinnati en retour du joueur de troisième but Edwin Encarnacion et des lanceurs des ligues mineures Josh Roenicke et Zach Stewart. Il est lié aux Reds par contrat jusqu'à la fin de la saison 2012.
Rolen termine la saison 2009 avec une moyenne de, 305 et 67 points produits.
En 2010, il aide les Reds à remporter leur premier championnat de division en quinze ans, avec une moyenne au bâton de, 285, 20 coups de circuit et 83 points produits. Il s'agit de ses chiffres les plus élevés dans ces deux dernières catégories depuis la saison 2006. En juillet, il est invité au match des étoiles pour la première fois en cinq ans. C'est une sixième sélection en carrière pour lui. Rolen connaît, à l'instar de la plupart de ses coéquipiers, des séries éliminatoires difficiles : il est limité à un seul coup sûr en onze présences au bâton contre les Phillies, qui balaient les Reds en trois parties lors de la Série de division entre les deux clubs. En novembre 2010, Scott Rolen reçoit le Gant doré du meilleur joueur de troisième but défensif de la Ligue nationale, un honneur qu'il mérite pour la huitième fois de sa carrière.
Le 4 juillet 2011, Rolen frappe le 2000e coup sûr de sa carrière, et il le réussit contre son ancien coéquipier des Cardinals Chris Carpenter. Il représente à nouveau les Reds au match des étoiles en 2011, honorant sa 7e sélection en carrière. Plácido Polanco, des Phillies, est voté joueur de troisième but partant de l'équipe d'étoiles de la Ligue nationale mais puisqu'il est blessé, c'est Rolen qui est choisi pour entamer la rencontre à sa place. Sa saison 2011 tourne court, cependant, puisqu'au retour de la pause du match des étoiles il est blessé à l'épaule gauche. Il doit subir une opération et sa saison prend fin après 65 parties jouées, au cours desquelles il aura obtenu 5 circuits et 36 points produits.

## Palmarès
- Recrue de l'année dans la Ligue nationale en 1997.
- A participé à 6 matchs d'étoiles (2002-2006, 2010).
- Gagnant de 8 Gants dorés au troisième but (1998, 200-2004, 2006, 2010).
- Gagnant d'un Bâton d'argent (2002).
- Gagnant de la Série mondiale 2006 avec Saint-Louis.